# Pamětní medaile 32. pěšího pluku „Gardského“
Pamětní medaile 32. pěšího pluku „Gardského“,je pamětní medaile, která byla založena v roce 1948, kdy se oslavovalo 30. výročí vzniku Čs. legie v Itálii a založení jednotlivých pluků.
Medaile je ražena s bronzu, předávala se v papírové krabičce s malou stužkou a potvrzením o udělení.